# Peter Bockius

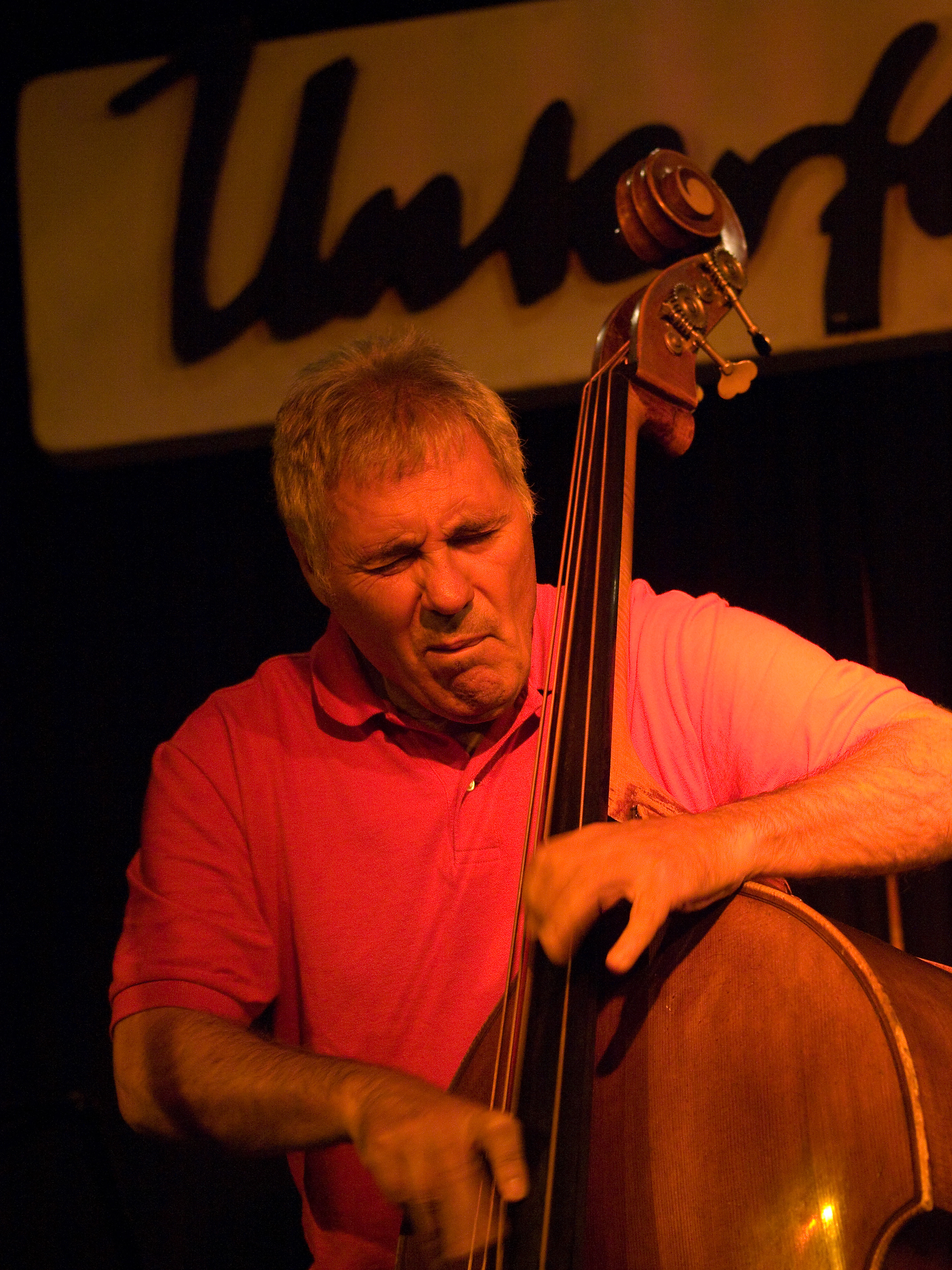
Peter Bockius im Jazzclub Unterfahrt (München 2008)

Peter Bockius (* 25. September 1941 in Freiburg im Breisgau) ist ein deutscher Bassist des Modern Jazz. 

## Leben und Wirken
Bockius hat als Kind Klavier und Orgel gelernt. Nach einer Ausbildung zum Lehrer studierte er von 1969 bis 1974 an der Hochschule für Musik Freiburg. Daneben trat er mit lokalen Dixielandbands auf. Nach dem Ende des Studiums zog er nach Basel und spielte mit Umberto Arlati, Mitgliedern der Swiss Jazz School und mit einer Big Band. Ab 1978 war er Mitglied des Quartetts von Wolfgang Engstfeld und Michel Herr. Anschließend arbeitete er mit Ed Kröger, aber auch mit Tete Montoliu, Uli Beckerhoff („Home Again“, 1979), Wolfgang Lackerschmid oder Paul Grabowsky. Auf den Leverkusener Jazztagen 1984 trat er mit Archie Shepp und Jeanne Lee auf („African Moods“). Weiterhin spielte er mit Horace Parlan, im „Südpool Project“  von Herbert Joos und mit Bob Dorough. Dann arbeitete er von München aus mit den „Gypsy Strings“ von Joe Bawelino, der Gruppe von Alexandre Nussbaum, mit dem „Quartetto Italiano“ und mit eigener Band. Seit den 1980er Jahren arbeitet er in verschiedenen Formationen mit Michael Hornstein, etwa im Trio mit Andreas Georgiou und mit Bobby Falta.

## Lexigraphische Einträge
- Martin Kunzler: Jazz-Lexikon. Band 1: A–L (= rororo-Sachbuch. Bd. 16512). 2. Auflage. Rowohlt, Reinbek bei Hamburg 2004, ISBN 3-499-16512-0.